# Crise política na Bélgica em 2010–2011

Mapa das regiões da Bélgica:
Região de Bruxelas-Capital
Região de Flandres
Região da Valónia

A Crise política na Bélgica em 2010-2011 começou logo após as eleições legislativas de 13 de junho de 2010 nesse país.
No dia 5 de dezembro de 2011, após 541 dias sem governo, a Bélgica formou, finalmente, um governo de coligação, tendo sido nomeado Elio Di Rupo para o cargo de primeiro-ministro - pondo fim a uma crise política belga recorde.

## Resumo da situação
Desde a sua criação, a Bélgica vive numa assimetria económica, ideológica e política entre o Norte (neerlandófono) e o Sul (francófono) do país. A crise política belga é o resultado de vários acontecimentos políticos que se sucederam nestes últimos anos. As eleições legislativas belgas de 13 de junho de 2010 aumentaram ainda mais o fosso entre os diferentes partidos: o Partido Socialista belga, que ganhou a maioria na Valónia, opõe-se a nível ideológico à Nova Aliança Flamenga, partido nacionalista flamengo de direita. Desde 4 de setembro de 2010 que os partidos políticos francófonos já não hesitam em falar de uma possível cisão do país, enquanto as negociações para a formação de um novo governo, em curso desde o mês de junho, foram bloqueadas. Entretanto, o governo demissionário de Yves Leterme continuou a gerir os Assuntos Correntes.
Nos meses que se seguiram, os partidos continuaram com dificuldades em formar governo. Em 25 de dezembro de 2010, esta crise tornou-se a mais longa na história política belga, com 195 dias sem governo
No dia 2 de fevereiro de 2011, enquanto as negociações para a formação de um novo governo falhavam, o rei Alberto II solicitava a Yves Leterme, ainda primeiro-ministro do Governo dos Assuntos Correntes, para estabelecer um orçamento para 2011. Ainda que a margem de manobra deste governo fosse, em teoria, reduzida desde as eleições de junho de 2010, Alberto II encorajou-o a tomar mais medidas nos domínios económico, social, financeiro e estrutural.
Em 17 de fevereiro de 2011, a Bélgica bateu o recorde mundial da mais longa crise política, com 249 dias de impasse político, ultrapassando o Iraque.
No dia 16 de maio de 2011, o monarca belga nomeou Elio Di Rupo "formador", convidando-o a fazer tudo o que estiver ao seu alcance para formar um novo governo. No entanto, vários jornais flamengos e valões expressaram o seu ceticismo no sucesso desta missão. Di Rupo quer encontrar primeiramente um ponto de entendimento entre os diferentes partidos a nível socioeconómico e institucional. Esta nota vai então formar uma base de negociação sobre a qual cada partido vai poder se alinhar.
Em 11 de outubro de 2011, o acordo final para a reforma institucional foi apresentado à imprensa. O Governo de coligação foi nomeado a 5 de dezembro de 2011, tendo tomado posse no dia seguinte (6 de dezembro) — 541 dias depois das legislativas de julho de 2010 —, com Elio Di Rupo nomeado primeiro-ministro. Di Rupo é o primeiro francófono nomeado como chefe de governo em 37 anos, ou seja, desde 1974.